# Diplacrum mitracarpoides
Diplacrum mitracarpoides là loài thực vật có hoa trong họ Cói. Loài này được (Standl. & L.O.Williams) C.D.Adams mô tả khoa học đầu tiên năm 1991.